# 자유부인 2 (1957년 영화)
《자유부인 2》는 한국에서 제작된 김화랑 감독의 1957년 영화이다. 박암 등이 주연으로 출연하였고 박구 등이 제작에 참여하였다.

## 출연

### 주연
- 박암
- 김정임
- 주선태
- 양미희

## 기타
- 조명: 최상동
- 녹음: 이경순
- 미술: 이봉선